# (35916) 1999 JS98
1999 JS98 (asteroide 35916) é um asteroide da cintura principal. Possui uma excentricidade de 0.09358040 e uma inclinação de 15.94107º.
Este asteroide foi descoberto no dia 12 de maio de 1999 por LINEAR em Socorro.